# Käthen

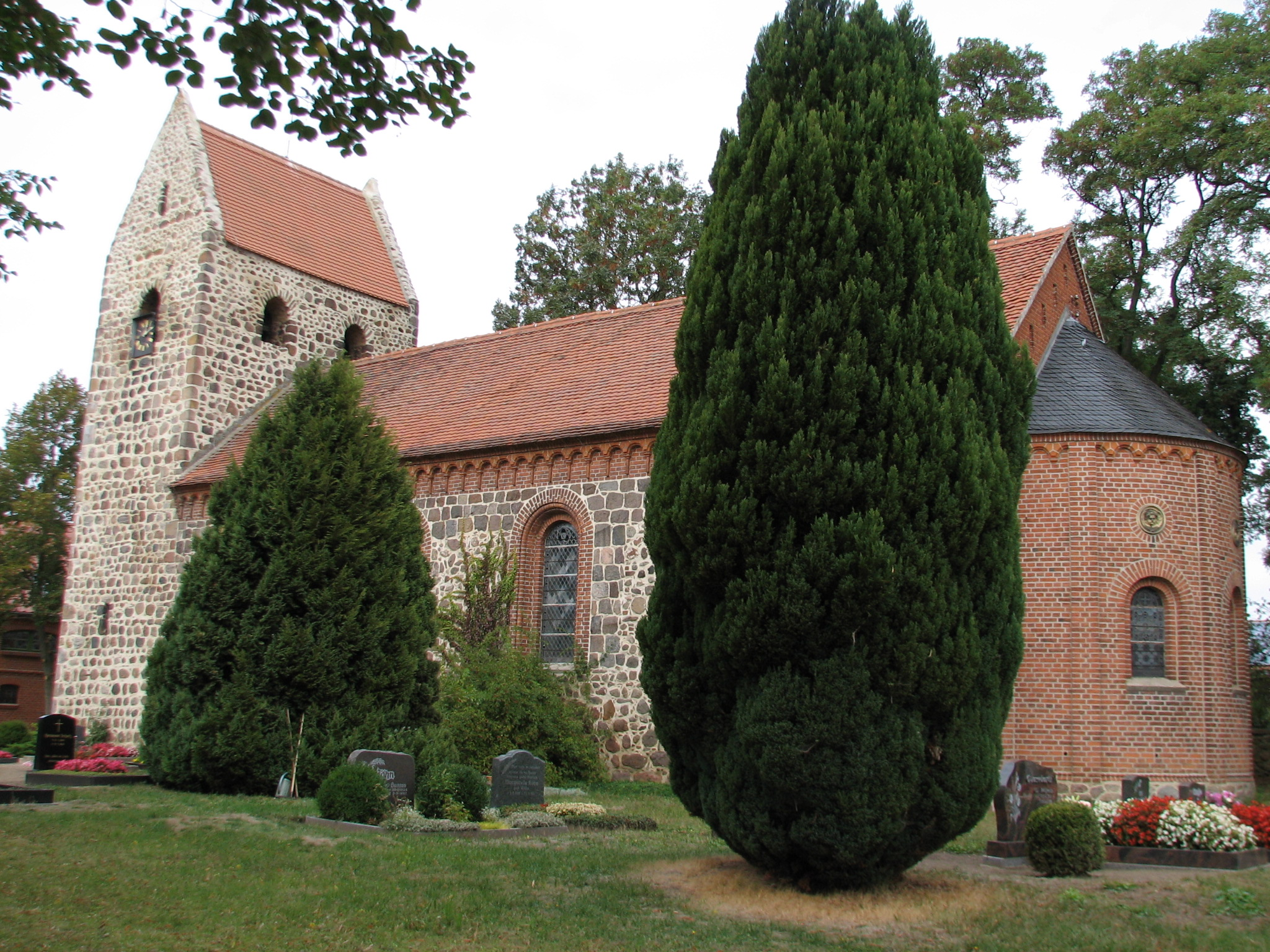
De kerk van Käthen

Käthen is een plaats en voormalige gemeente in de Duitse deelstaat Saksen-Anhalt, en maakt deel uit van de Landkreis Stendal.
Käthen telde, eind 2018, 116 inwoners en is een Ortschaft van de gemeente Bismark. Het ligt circa 12 km ten zuidoosten van het stadje Bismark.
Op het grondgebied van Käthen staat, omgeven door een rij vervallen huizen, station Vinzelberg aan de spoorlijn Berlijn - Lehrte. Ieder uur stopt hier een stoptrein in beide richtingen. Parallel aan de spoorlijn loopt de Bundesstraße 188.  Eén kilometer ten zuidwesten van dit station ligt het dorp Vinzelberg, gemeente Stendal.